# Перьер-сюр-ле-Дан
Перье́р-сюр-ле-Дан (фр. Périers-sur-le-Dan) — коммуна во Франции, находится в регионе Нижняя Нормандия. Департамент коммуны — Кальвадос. Входит в состав кантона Уистреам. Округ коммуны — Кан.
Код INSEE коммуны — 14495.

## Население
Население коммуны на 2010 год составляло 490 человек.
| 1962 | 1968 | 1975 | 1982 | 1990 | 1999 | 2010 |
| ---- | ---- | ---- | ---- | ---- | ---- | ---- |
| 193  | 196  | 282  | 360  | 491  | 456  | 490  |

## Экономика
В 2010 году среди 326 человек трудоспособного возраста (15—64 лет) 234 были экономически активными, 92 — неактивными (показатель активности — 71,8 %, в 1999 году было 66,9 %). Из 234 активных жителей работали 217 человек (112 мужчин и 105 женщин), безработных было 17 (9 мужчин и 8 женщин). Среди 92 неактивных 28 человек были учениками или студентами, 46 — пенсионерами, 18 были неактивными по другим причинам.